# Willy Popp
Willy Popp (* 28. Januar 1902 in Würzburg; † 19. April 1978 ebenda) war ein deutscher Komponist und Funktionär in der Schachkomposition.

## Schachkomposition
Mit 12 Jahren erlernte Popp das Schachspiel von seinem älteren Bruder. Etwa 1924 begann er, Schachaufgaben zu komponieren. Zum Lösen angeregt wurde er durch Wilhelm Karsch und Willy Roscher. Er bevorzugte Zwei- und Dreizüger. Damit gewann er viele Preise, einige Schachaufgaben wurden auch in die FIDE-Alben aufgenommen.
|   | a | b | c | d | e | f | g | h |   |
| 8 |   |   |   |   |   |   |   |   | 8 |
| 7 |   |   |   |   |   |   |   |   | 7 |
| 6 |   |   |   |   |   |   |   |   | 6 |
| 5 |   |   |   |   |   |   |   |   | 5 |
| 4 |   |   |   |   |   |   |   |   | 4 |
| 3 |   |   |   |   |   |   |   |   | 3 |
| 2 |   |   |   |   |   |   |   |   | 2 |
| 1 |   |   |   |   |   |   |   |   | 1 |
|   | a | b | c | d | e | f | g | h |   |

Lösung:
1. Db4! (deckt Se4, droht Sh5 matt) 

1. … Tc4 2. Dxd2 matt 

1. … Sdc4 2. Df8 matt 

1. … Sec4 2. Tf5 matt 

1. … Txg3 2. hxg3 matt 

1. … Sg6 2. Sxc3 matt
In der Diagonale b8–f4 sieht man eine Halbfesselung der schwarzen Springer.
Dreifache Selbstfesselung des Schwarzen durch Abzug eines Springers aus der Fessellinie, die im Matt ausgenutzt wird.

## Der Funktionär
Ab 1932 betreute Popp den Problemteil der Fränkischen Arbeiter-Schachzeitung. 1935 wurde er 1. Vorsitzender der Problemfreunde von Unterfranken. Von 1943 bis 1945 gab er in der Mainfränkischen Zeitung eine Schachzeitung für Verwundete heraus.
1946 wurde ihm die Verantwortung für die Schachecke der Würzburger Zeitung Main-Post übertragen. Diese wurde auch international beachtet, er leitete sie mehr als drei Jahrzehnte lang bis zu seinem Lebensende. Seit 1947 war er 32 Jahre Problemwart des Unterfränkischen Schachverbandes.

## Auszeichnungen
1967 wurde ihm der Titel Internationaler Schiedsrichter für Schachkomposition verliehen. 1977 zeichnete ihn der Deutsche Schachbund mit dem Ehrenbrief aus.